# Rezerwat przyrody Winna Góra
Winna Góra – rezerwat przyrody położony na terenie Przemyśla, w dzielnicy Winna Góra, w województwie podkarpackim.
- numer według rejestru wojewódzkiego: 5
- powierzchnia: 0,12 ha[1] (akt powołujący podawał 0,10 ha)
- dokument powołujący i pozostałe akty prawne: M.P. z 1954 r. nr 119, poz. 1684; Dz. Urz. Woj. Podkarpackiego 03.110.1679; Dz. Urz. Woj. Podkarpackiego z 2017 poz. 3539[1]
- rodzaj rezerwatu: florystyczny[1]
- przedmiot ochrony (według aktu powołującego): naturalne stanowisko wiśni karłowatej, krzewu rzadko w Polsce występującego[1], objętego częściową ochroną gatunkową.

Występuje tutaj również rzadki w Polsce i podlegający ścisłej ochronie gatunkowej len austriacki (gatunek narażony na wymarcie).
Rezerwat formalnie znajduje się w zarządzie Państwowej Rady Ochrony Przyrody. Nadzór sprawuje Regionalny Dyrektor Ochrony Środowiska w Rzeszowie.
W pobliżu znajduje się rezerwat „Jamy”.